# 72 هـ
72 هـ هي سنة في التقويم الهجري امتدت مقابلةً في التقويم الميلادي بين سنتي 691 و692.

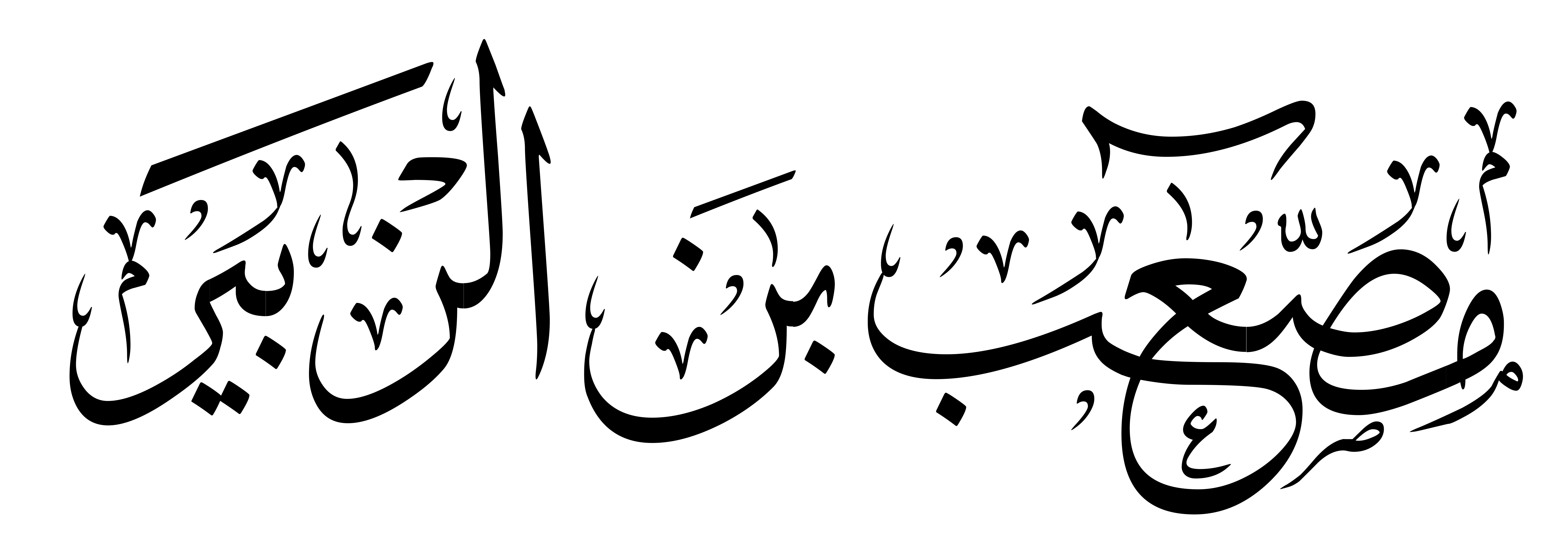
مصعب بن الزبير

## مواليد
- مروان بن محمد
- يوسف بن عبد الرحمن الفهري

## وفيات
- مصعب بن الزبير
- أم هاشم بنت هاشم والدة الخليفة الأموي معاوية بن يزيد.
- البراء بن عازب
- نجدة بن عامر